# Odorheiu Secuiesc
Odorheiu Secuiesc (in ungherese Székelyudvarhely , in tedesco Oderhellen oppure Hofmarkt, in latino Areopolis) è un municipio della Romania di 36 320 abitanti, ubicato nel distretto di Harghita, nella regione storica della Transilvania.
La maggioranza della popolazione (oltre il 95%) è di etnia Székely.

## Storia
La città, già capoluogo del comitato di Udvarhely del Regno d'Ungheria, è sempre stato uno dei principali centri politici e culturali del popolo Székely, dei quali fu inoltre sede della prima assemblea nazionale nel 1357. La città è citata per la prima volta in un documento papale del 1333.
Una fortezza, costruita nel 1492 e successivamente ampliata e rinforzata da Giovanni II d'Ungheria nel 1565, venne distrutta da Michele il Bravo nel 1599; la stessa venne comunque più volte distrutta e ricostruita nei secoli successivi.
Il 22 maggio 2004 a Odorheiu Secuiesc è stato inaugurato un parco che contiene statue di personaggi importanti per la cultura e la storia Székely; una delle statue del parco (intitolata Lo Székely Errante) ha suscitato polemiche sulla stampa romena, avendovi essa riconosciuto i tratti del poeta e scrittore Albert Wass, un importante poeta emigrato in America e condannato dal tribunale di guerra romeno.

## Amministrazione

### Gemellaggi
- Békéscsaba
- Subotica
- Tatabánya